# Juan Melé
Juan Nicolás Melé (n. en Buenos Aires el 15 de octubre de 1923 - f. el 29 de marzo de 2012) fue un artista argentino.

## Biografía
A la edad de 11 años comienza a estudiar dibujo y pintura con Enrique Rodríguez. Comienza su educación en la Escuela de Bellas Artes "Manuel Belgrano" (con sus amigos los también artistas Gregorio Vardanega y Tomás Maldonado) y después en la Escuela Nacional de Bellas Artes "Prilidiano Pueyrredon".
Al terminar sus estudios, entra en contacto con la asociación Arte Concreto-Invención formada por Alfredo Hlito, Lidy Prati, Manuel Espinosa, Enio Iommi, los hermanos Lozza, Tomás Maldonado, Alberto Molenberg, Claudio Girola, Jorge Souza, Antonio Caraduje, Oscar Nunez, Virgilio Villalba y Contreras, con quienes participa en la tercera exposición del grupo, en octubre de 1946.
El gobierno francés le da una beca, con la cual asiste a L'École du Louvre entre 1948 y 1949. Expone en Italia, donde entra en contacto con los miembros del grupo de Béton de Milan. En Suiza entra en contacto con Max Bill y, en París, con Michel Seuphor.
En 1950, de regreso en Argentina, continúa trabajando en arte como docente de Historia de los Artes en la Escuela Nacional de Bellas Artes. En 1955 es cofundador del grupo Arte Nuevo dirigido por Aldo Pellegrini y Carmelo Arden-Quin y contando entre sus miembros Martha Boto, Simona Ertan, Eduardo Jonquieres y Gregorio Vardanega.
En 1974 se instala en Nueva York donde trabaja y expone en la Galería de Caïman (1978) y en la Galería de Arco (1983 - 1985). En 1981 expone en el Museo "Eduardo Sívori" en Buenos Aires. En 1986, regresa a la Argentina y un año más tarde organiza una exposición individual en el Museo de Arte Moderno.
Recibe el premio Alberto J. Trabucco, en 1997, otorgado por la Academia Nacional de Bellas Artes. Edita un libro con sus memorias, La vanguardia del ’40. Memorias de un artista concreto, editado en 1999.
Falleció de un infarto el 29 de marzo de 2012, a los ochenta y ocho años de edad.

## Exposiciones
- 1953 - 2.ª Bienal de San Pablo, Brasil.
- 1978 - Cayman Gallery, Nueva York, EE. UU.
- 1983 - Arch Gallery, Nueva York, EE. UU.
- 1985 - Arch Gallery, Nueva York, EE. UU.
- 1987 - Museo de Arte Moderno, Buenos Aires, Argentina.
- 1989 - Art in Latin America (Londres, Reino Unido).
- 1990 - Argentina. Arte Concreto Invención 1945. Grupo Madí 1946 (Nueva York, EE. UU.).
- 1991 - Arte Concreto y Madí (Zúrich, Suiza).
- 1991 - Arte Latinoamericano. 500 aniversario (Sevilla, España).
- 1994 - Art from Argentina (Oxford, Reino Unido; Stuttgartt, Alemania; Lisboa, Portugal; y Buenos Aires, Argentina).
- 2001 - Abstract art from Río de la Plata. Buenos Aires and Montevideo 1933/53, The Americas Society, Nueva York, EE. UU.[3]
- 2012 - Juan Melé. Una vocación constructiva (Buenos Aires)